# Гауеншильд, Йиржи
Йиржи Гауеншильд из Фюрстенфельда (чеш. Jiří Hauenšild z Fürstenfeldu; умер 21 июня 1621, Прага, Чешское королевство) — чешский политический деятель. Был юристом при императорском дворе, примкнул к антигабсбургскому восстанию 1618 года, при Фридрихе Пфальцском работал в составе королевского апелляционного совета. В 1620 году вёл переговоры с Саксонией о союзе. После поражения был приговорён к смерти за измену, оскорбление величества и казнён на Староместской площади вместе с 26 своими товарищами. Поскольку очерёдность зависела от социального положения осуждённых (сначала три пана, потом семь рыцарей, потом мещане), Гауеншильда обезглавили 18-м. Сначала палач отрубил ему правую руку, которой он присягал на верность императору.
Имя Йиржи Гауеншильда выбито на мемориальной доске, которую установили на стене Староместской ратуши. О казни его и товарищей напоминают кресты на брусчатке Староместской площади.